# James Newman (piosenkarz)
James Newman (ur. 19 października 1985 w Settle) – brytyjski piosenkarz i autor tekstów.
Niedoszły reprezentant Wielkiej Brytanii w 65. Konkursie Piosenki Eurowizji (2020). Ponownie wybrany na reprezentanta kraju w konkursie w 2021 roku z utworem „Embers”.
Jego młodszy brat John również jest muzykiem.

## Kariera muzyczna
W 2013 roku współtworzył utwór „Waiting All Night” zespołu Rudimental, w którym gościnnie zaśpiewała Ella Eyre. Singel ten dotarł do pierwszego miejsca na brytyjskiej liście przebojów oraz zdobył statuetkę Brit Award w kategorii Najlepszy brytyjski singel.
Rok później był jednym z autorów piosenki „Blame” wykonywanej przez jego brata Johna oraz Calvina Harrisa. Singel zdobył czołowe miejsca list przebojów w wielu krajach oraz dotarł do 19. pozycji na liście amerykańskiego magazynu Billboard.
W 2017 roku wraz z Jörgenem Elofssonem skomponował utwór „Dying to Try”, z którym Brendan Murray reprezentował Irlandię podczas Konkursu Piosenki Eurowizji w Kijowie. Zajął on wówczas 13. miejsce w półfinale i nie awansował do finału konkursu.
W swojej karierze jako autor tekstów współtworzył utwory m.in. dla Jess Glynne („All I Am”), Keshy („Let Em Talk”), Little Mix („Love Me Like You”), Toni Braxton („Coping”), czy Zayna („Talk to Me”).
Jako wokalista współpracował m.in. z holenderskim DJ-em Arminem van Buurenem przy jego trzech singlach.
W 2020 roku został ogłoszony reprezentantem w z piosenką „My Last Breath”, której jest współautorem. Jednak ze względu na pandemię COVID-19 konkurs nie odbył się.
W maju tego samego roku wystąpił w projekcie Eurovision Home Concerts, w którym wykonał „My Last Breath” oraz „Birds” z repertuaru Anouk.
W lutym 2021 roku został wybrany przez BBC do ponownego reprezentowania kraju w konkursie piosenki Eurowizji. Niecały miesiąc później premierę miał jego konkursowy utwór „Embers”. Wystąpił w nim z dziewiątym numerem startowym i zajął ostatnie, 26. miejsce po zdobyciu 0 punktów w tym 0 punktów od telewidzów (23. miejsce) i 0 pkt od jurorów (26. miejsce).

## Dyskografia

### EP
| Rok  | Dane dot. albumu                                                                     |
| ---- | ------------------------------------------------------------------------------------ |
| 2020 | The Things We Do - Wydany: 17 lipca 2020 - Wytwórnia: BMG - Format: digital download |

### Single

#### Jako główny artysta
| Rok                                                      | Tytuł                                             | Najwyższe pozycje na liście | Najwyższe pozycje na liście | Najwyższe pozycje na liście | Najwyższe pozycje na liście | Najwyższe pozycje na liście | Najwyższe pozycje na liście | Najwyższe pozycje na liście | Album            |
| Rok                                                      | Tytuł                                             | UK                          | BEL (Fl)                    | CZE                         | NLD                         | LTU                         | SCO                         | SWE                         | Album            |
| -------------------------------------------------------- | ------------------------------------------------- | --------------------------- | --------------------------- | --------------------------- | --------------------------- | --------------------------- | --------------------------- | --------------------------- | ---------------- |
| 2016                                                     | „If You’re Not Going to Love Me” (oraz DC Breaks) | –                           | –                           | –                           | –                           | –                           | –                           | –                           | –                |
| 2020                                                     | „My Last Breath”                                  | –                           | –                           | 15                          | –                           | –                           | 23                          | –                           | The Things We Do |
| 2020                                                     | „Enough”                                          | –                           | –                           | –                           | –                           | –                           | –                           | –                           | The Things We Do |
| 2020                                                     | „Better Man”                                      | –                           | –                           | –                           | –                           | –                           | –                           | –                           | The Things We Do |
| 2020                                                     | „Alone”                                           | –                           | –                           | –                           | –                           | –                           | –                           | –                           | The Things We Do |
| 2021                                                     | „Embers”                                          | –                           | –                           | –                           | 80                          | 45                          | –                           | 97                          | –                |
| „–” oznacza, że singel nie był notowany na danej liście. |                                                   |                             |                             |                             |                             |                             |                             |                             |                  |

#### Jako artysta gościnny
| Rok                                                      | Tytuł                                        | Najwyższe pozycje na liście | Najwyższe pozycje na liście | Najwyższe pozycje na liście | Najwyższe pozycje na liście | Album            |
| Rok                                                      | Tytuł                                        | BEL (Wa)                    | NLD 40                      | NLD 100                     | US Dance Air.               | Album            |
| -------------------------------------------------------- | -------------------------------------------- | --------------------------- | --------------------------- | --------------------------- | --------------------------- | ---------------- |
| 2015                                                     | „Coming Home” (z Arno Cost)                  | –                           | –                           | –                           | –                           | –                |
| 2015                                                     | „Daylight to Midnight” (z Night Safari)      | –                           | –                           | –                           | –                           | –                |
| 2018                                                     | „Head Up” (z Don Diablo)                     | –                           | –                           | –                           | –                           | Future           |
| 2018                                                     | „Lights Go Down” (z Matoma)                  | –                           | –                           | –                           | –                           | One In a Million |
| 2018                                                     | „Thearapy” (z Arminem van Buurenem)          | 87                          | 4                           | 26                          | 15                          | Balance          |
| 2019                                                     | „High On Your Love” (z Arminem van Buurenem) | –                           | –                           | –                           | –                           | Balance          |
| 2020                                                     | „Slow Lane” (z Arminem van Buurenem)         | –                           | –                           | –                           | –                           | Euthymia         |
| „–” oznacza, że singel nie był notowany na danej liście. |                                              |                             |                             |                             |                             |                  |